# Jurij Dmytrijew
Jurij Dmytrijew (ukrainisch: Юрій Дмитрієв; * 26. August 1946 in Dresden) ist ein ehemaliger ukrainischer Radrennfahrer, der in der Sowjetunion aktiv war und nationaler Meister Radsport.

## Sportliche Laufbahn
Dmytrijew war Straßenradsportler. Er war Teilnehmer der Olympischen Sommerspiele 1968 in Mexiko-Stadt. Im olympischen Straßenrennen kam er als 32. ins Ziel. Im Mannschaftszeitfahren belegte die sowjetische Mannschaft mit Boris Schuchow, Aljaksej Dokljakou, Jurij Dmytrijew und Waleri Jardy den 9. Rang.
Dmytrijew ist der Sohn ukrainischer Eltern, die in Lwiw zu Hause waren. Er wurde kurz nach dem Zweiten Weltkrieg in Deutschland geboren, lebte später in der Stadt seiner Eltern.
Seine erste Berufung in die sowjetische Nationalmannschaft hatte er 1966. Er startete bei der internationalen Radsportwoche in Schweden und gewann dort den Grand Prix Kumla vor Klaus Ampler. 1967 verfehlte er mit dem 4. Platz in der Mexiko-Rundfahrt nur knapp das Podium. 1968 wurde er nationaler Meister im Mannschaftszeitfahren und Dritter im Einzelrennen. In Polen war er im Etappenrennen Szlakiem Grodow Piastowskich 1969 erfolgreich. 1972 siegte er in der Tour du Limousin vor Hennie Kuiper.
Im Grand Prix de l’Humanité 1971 wurde er Zweiter. In der Internationalen Friedensfahrt war Dmytrijew dreimal am Start. Er belegte 1969 den 4., 1970 den 21. und 1972 den 13. Rang in der Gesamtwertung. 1969 siegte er in der Punktewertung.
In der Jugoslawien-Rundfahrt kam er 1969 auf den 4. Platz, in der Algerien-Rundfahrt 1972 wurde er 6. der Gesamtwertung.